# Carol Marsh
Carol Marsh (eigentlich Norma Lilian Simpson; * 10. Mai 1926 in Southgate, London, England; † 6. März 2010 ebenda) war eine englische Schauspielerin.

## Leben
Carol Marsh, Tochter eines Architekten und einer Gutachterin, wollte ursprünglich Sängerin werden, wurde aber nicht an der Academy of Music aufgenommen und bewarb sich für das Anne M. Child Stipendium. Sie erhielt es und wurde ein Jahr später zur J. Arthur Rank Company of Youth eingeladen, um eine Schauspielausbildung zu absolvieren. Sie blieb einige Zeit bei der Rank Organisation in Worthing und mit ihrer Darstellung der Celia in „Wie es euch gefällt“, erhielt sie hohe Anerkennung. Bekannt wurde Marsh durch die Filme Dracula (1958), Charles Dickens – Eine Weihnachtsgeschichte (1951), Helter Skelter (1949) und mit ihrer Rolle der Rose in Brighton Rock (1947), für die sie sich gegen über 2000 Bewerberinnen durchsetzte und auch den Künstlernamen Carol Marsh annahm.

### Privates
In ihrem späteren Leben mied Marsh die Öffentlichkeit und führte ein zurückgezogenes Leben. Sie starb unverheiratet.

## Filmografie (Auswahl)
- 1948: Brighton Rock
- 1949: Alice im Wunderland (Alice au pays des merveilles)
- 1949: Marry Me
- 1949: Helter Skelter
- 1949: Das gefährliche Alter (The Romantic Age)
- 1950–1956: BBC Sunday-Night Theatre (Fernsehserie, 6 Folgen)
- 1951: The Tempest (Fernsehfilm)
- 1951: Eine Weihnachtsgeschichte (Scrooge)
- 1951: The Brontë Family (Fernsehfilm)
- 1951: Salute the Toff
- 1952: Private Information
- 1954, 1956: Douglas Fairbanks, Jr., Presents (Fernsehserie, 2 Folgen)
- 1957: A Tale of Two Cities (Miniserie)
- 1958: Dracula
- 1959: The Eustace Diamonds (Fernsehserie, 3 Folgen)
- 1959: Man Accused
- 1965: Dixon of Dock Green (Fernsehserie, Folge 12x04)
- 1974: Marked Personal (Fernsehserie, 2 Folgen)